# Manuel Vicente Jiménez Oreamuno
Manuel Vicente Jiménez Oreamuno (Cartago, Estado Libre de Costa Rica, 25 de julio de 1844 - San José, Costa Rica, 13 de enero de 1908) fue un abogado y político costarricense.

## Biografía
Nació en Cartago, Estado Libre de Costa Rica, el 25 de julio de 1844. Fue hijo de José Manuel Jiménez Zamora y Dolores Oreamuno y Carazo. Se casó con Juana Ortiz Garita.

## Estudios
Se graduó de licenciado en leyes en la Universidad de Santo Tomás.

## Cargos públicos
Fue miembro de las Asambleas Constituyentes de 1869 y 1871, miembro de la Cámara de Representantes (1869-1870), Magistrado de la Corte Suprema de Justicia (1876-1877 y 1882-1890), Diputado suplente por Cartago (1882) y Secretario de Relaciones Exteriores y carteras anexas (1892-1894).

## Presidente de la Corte Suprema de Justicia
En 1894 el Congreso Constitucional lo designó como Presidente de la Corte Suprema de Justicia para un período de cuatro años. En 1902 fue elegido para el mismo cargo y lo ejerció hasta el 8 de mayo de 1904.

## Fallecimiento
Falleció en San José, Costa Rica, 13 de enero de 1908 a los 64 años de edad.